# Meridian (California)
Meridian es un lugar designado por el censo ubicado en el condado de Sutter en el estado estadounidense de California. En el año 2010 tenía una población de 358 habitantes.

## Geografía
Meridian se encuentra ubicado en las coordenadas 39°8′25″N 121°54′28″O / 39.14028, -121.90778.